# Motor Development International
La Motor Development International è un'azienda lussemburghese che è conosciuta per aver progettato prototipi di veicoli con motore ad aria compressa conosciuti sotto il nome di "auto ad aria".

## Storia
Nel 2003 in Italia sarebbe dovuta essere la società Eolo Italia a produrre un veicolo ad aria compressa chiamata Eolo ma l'operazione, dopo una fase iniziale, si è arenata, e la società, in seguito, è stata liquidata. I modelli presentati da MDI erano chiamati: MiniCAT e CityCAT.
Nel febbraio 2007 MDI attua un accordo con Tata Group per la produzione di Eolo. I primi esemplari avrebbero dovuto essere messi in commercio nel 2008 ma non sono stati rispettati i tempi annunciati. Risultano vendute anche diverse licenze per la produzione in varie altre parti del mondo di veicoli utilizzanti questa tecnologia, ma, ancora a metà del 2009, non risulta alcuna fabbricazione in serie.
Nel 2012 la MDI torna ad annunciare la sua entrata sul mercato per metà del 2013 con le auto ad aria compressa: AirPod, AirOne e AirCity. Verranno prodotte in varie fabbriche in Francia e Italia e vendute all'inizio in Francia e poi in tutta Europa. Le auto si ricaricano attraverso corrente elettrica in 3 ore da una comune presa elettrica, in 2 minuti da stazioni apposite.

## Modelli
Laddove sono espressi due valori, il primo si riferisce al modello base, il secondo al modello standard.

### AirPod
- Tipo: Quadriciclo
- Motore da 4 kW (5,45 cv)
- Velocità massima: 45/70 km/h
- Lunghezza: 2,13 m
- Larghezza: 1,59 m
- Peso: 275 kg
- Autonomia: 220 km

### OneFlowAir

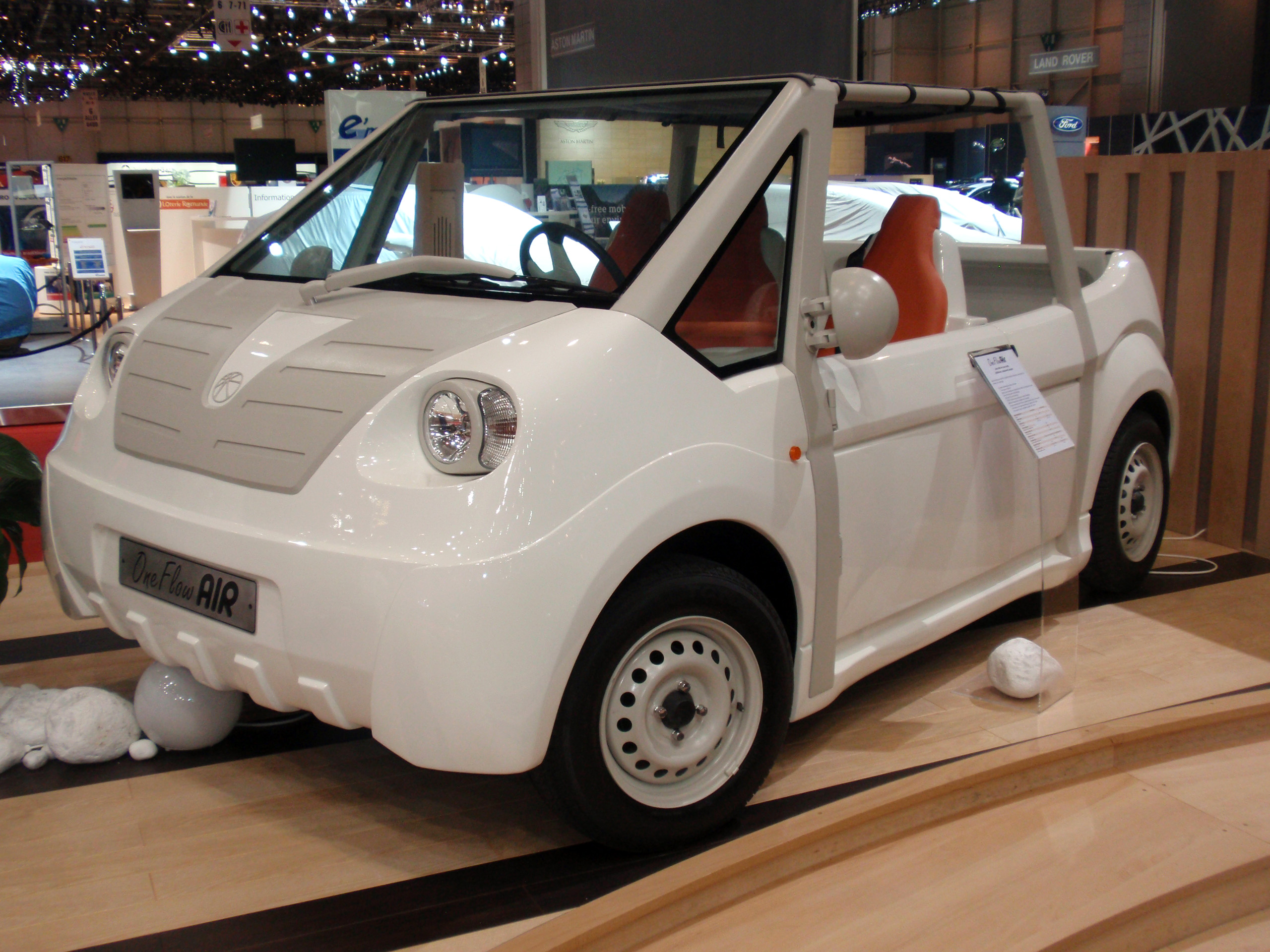
Prototipo del OneFlowAir al salone di Ginevra 2009

- Motore da 15/25 cv
- Velocità massima: 90/110 km/h
- Lunghezza: 3,4 m
- Larghezza: 1,65 m
- Peso: 400 kg

### CityFlowAir
- Tipo: automobile
- Motore da 25/50 cv
- Velocità massima: 130 km/h
- Lunghezza: 3,4 m
- Larghezza: 1,62 m
- Peso: 600 kg

### MiniFlowAir
- Tipo: automobile
- Motore da 25/50 cv
- Velocità massima: 130 km/h
- Lunghezza: 2,65 m
- Larghezza: 1,62 m
- Peso: 550 kg

### MultiFlowAir
- Tipo: furgone